# نيستور روسي
نيستور روسي (بالإسبانية: Néstor Rául Rossi)‏ (مواليد 10 مايو 1925) هو لاعب كرة قدم. يلعب مع منتخب الأرجنتين لكرة القدم. سبق له أن لعب في كأس العالم لكرة القدم مع منتخب بلاده.

## روابط خارجية
- نيستور روسي على موقع الاتحاد الدولي (مؤرشف)  (الإنجليزية)
- نيستور روسي على موقع قاعدة بيانات كرة القدم.إي يو (الإنجليزية)
- نيستور روسي على موقع ناشيونال فوتبول تيمز (الإنجليزية)
- نيستور روسي على موقع عالم كرة القدم.نت (الإنجليزية)